# Großpürschütz
Grosspürschütz est une commune allemande de l'arrondissement de Saale-Holzland, Land de Thuringe.

## Géographie
Großpürschütz comprend le quartier de Kleinpürschütz.
| Altenberga |               | Schöps     |
|            | Großpürschütz |            |
| Kahla      |               | Seitenroda |

## Histoire
Großpürschütz est mentionné pour la première fois en 1411. Le village est créé par les Slaves entre le IXe siècle et le XIe siècle.
Fin octobre 1993, Kleinpürschütz fusionne avec Großpürschütz.

## Source de la traduction
- (de) Cet article est partiellement ou en totalité issu de l’article de Wikipédia en allemand intitulé « Großpürschütz » (voir la liste des auteurs).